# Cleora buruensis
Cleora buruensis är en fjärilsart som beskrevs av Fletcher 1953. Cleora buruensis ingår i släktet Cleora och familjen mätare. Inga underarter finns listade i Catalogue of Life.